# فرانك ماتا ماتا
فرانك ماتا ماتا (بالإسبانية: Frank Mata)‏ هو لاعب كرة قاعدة فنزويلي، ولد في 11 مارس 1984 في برشلونة، فنزويلا في فنزويلا.

## وصلات خارجية
- فرانك ماتا ماتا على موقع دوري كرة القاعدة الرئيسي (الإنجليزية)
- فرانك ماتا ماتا على موقعبيزبول رفرنس.كوم (الدوري الرئيسي) (الإنجليزية)
- فرانك ماتا ماتا على موقعبيزبول رفرنس.كوم (الدوري الثانوي) (الإنجليزية)
- فرانك ماتا ماتا على موقع مشجعي الرسوم البيانية (الإنجليزية)